# Stazione di Dortmund Centrale
La stazione di Dortmund Centrale (in tedesco Dortmund Hbf) è la principale stazione ferroviaria della città tedesca di Dortmund.

## Storia
Nel 1949 iniziarono i lavori per la costruzione di un nuovo fabbricato viaggiatori, in sostituzione di quello precedente distrutto durante la seconda guerra mondiale; il nuovo edificio, progettato da Wilhelm Bangen, fu completato nel 1956.

## Movimento

### Trasporto regionale e S-Bahn
La stazione è servita dalle linee RegioExpress RE 1, RE 3, RE 4, RE 6, RE 11 e RE 57, dalle linee regionali RB 43, RB 50, RB 51, RB 52, RB 53 e RB 59 e dalle linee S 1, S 2 e S 5 della S-Bahn.

### Esplicative
1. ↑  abbreviazione di Dortmund Hauptbahnhof, letteralmente "Dortmund stazione principale"

### Bibliografiche
1. ↑  Schack (2004), p. 53.
2. ↑  Schack (2004), p. 55.
3. ↑  Schack (2004), p. 141.
4. ↑   Schnellverkehrsplan VRR (PDF), su vrr.de. URL consultato il 4 maggio 2019 (archiviato dall'url originale il 15 dicembre 2017).